# 卡西尔
卡西尔（Cassiel，又名Cafziel, Cafzyel, Caphziel, Casiel, Cassael, Casziel, Kafziel, Kasiel, Qafsiel, Qaphsiel, Qaspiel, Qephetzial和Quaphsiel），意为“神之速度”或“上帝是我的怒火”，是出现在犹太教，基督教和伊斯兰教圣典以外的的奇幻魔幻作品中的天使，往往被视为七大天使之一，土星天使，同时还兼具其他职能。

## 在犹太神话中
Qaphsiel援引自一个古希伯来咒语，用来判断敌人是否正在逃跑。Gustav Davidson写道，[null 据]Odeberg的版本，在三本以诺书中，Qafsiel被描述为第七天堂的统治者。然而，Odeberg的版本仅仅只是在一个脚注中指出，Qafsiel是Hekhalot Rabbati的“第七礼堂的门卫（之一）”。相应的，Qaspiel在宫殿里被描述为第六宫的守卫，装备了一把闪电装的剑，（大喊着“破坏！”）除此之外还装备了一张弓，使用风暴，光明和狂风的力量——他用这个武器与不宜见上帝的人对抗。后来他被描述为与Dumiel和Gabriel一起做“第七宫门卫”的工作。Qaspiel也被列为Ma'aseh [null Merkavah]的第二宫守卫。天使拉結爾之書将Qephetzial列为土星的王子。Zohar将（和Hizikiel）描述为Gabriel的左膀右臂。                         

## 在西方神秘文学中
卡西爾被列入The Sworn Book of Honorius 和（伪）Peter de Abano的“Heptameron”（后者也受到了天使拉結爾之書的影响）这些相关的作品中。卡西爾在Honorius中出现也可能是受希腊文化影响的结果，因为他（作为Kasiel）也被写入拜占庭的驱魔手册。在这些作品中，他像往常一样被列为土星天使，也被列为北方天使，同时也是出现在Sigillum Dei中的天使之一。在和Heptameron之后的著作中，卡西爾（仍以土星天使的身份）再次以Cassael之名出现在Liber de Angelis中，在各种版本的《所罗门之钥》中作为卡西爾或Cassael出现，是土星或星期六的天使（有时是大天使），并再次出现在Sigillum Dei上。卡西爾在Francis Barrett的《The Magus》中被描绘为长着大胡子骑着龙的神灵，并再次做为土星天使出现。 

## 在其他作品中
有时卡西爾被描述为眼泪天使，节制天使，或主持国王死亡的天使。作为Qafsiel，他有时也被认为是月亮的统治者而不是土星。
伊本·鲁世德同样将Kafziel列为土星天使。

## 在流行文化中
卡西爾出现在维姆·文德斯的电影《柏林苍穹下》，以及美国的重制版《天使之城》中。奥托·桑德在原作中饰演卡西爾，重制版中由安德鲁·布瑞格演出。看着自己的朋友成为了人类，卡西爾相当矛盾。在续集Faraway, So Close! 中，卡西爾自己也变成了人类。Nick Cave给这部电影写了插曲"Cassiel's Song" 。